# 馬克·朗森
馬克·丹尼爾·朗森（英語：Mark Daniel Ronson，1975年9月4日—）是一位兼擁英美籍的音樂家、DJ、詞曲作家及音樂製作人。
儘管他的首張專輯《名人操盤手》未能衝擊排行榜，但他的第二張專輯《譯想天開》仍登上英國專輯排行榜亞軍，且包含了3首英國十強單曲。這也使他在2008年贏得全英音樂獎最佳英國男歌手。他在2010年9月27日發行第三張錄音室專輯《唱片大玩家》。朗森在2014年以與火星人布魯諾合作的單曲〈放克名流〉首次奪得英國金榜冠軍。
他也曾為艾美·懷恩豪斯及愛黛兒製作葛萊美獎獲獎專輯。

## 早年生活
朗森生於聖約翰伍德的惠靈頓醫院（Wellington Hospital），母親為社交名媛安·德克斯特-瓊斯（Ann Dexter-Jones），父親為地產大亨及音樂經紀人勞倫斯·朗森（Laurence Ronson）。他的雙親皆是阿什肯納茲猶太人（他的祖先是來自奧地利、俄羅斯與立陶宛的猶太移民）；朗森生長於猶太教保守派家庭，後來受猶太成年禮。朗森的姓氏本來是阿朗森（Aaronson），但他的祖父亨利·朗森（Henry Ronson）將之改為朗森。他是地產大亨杰拉德·朗森的姪子。而他因為母親的緣故，與英國保守黨政治家馬爾科姆·里夫金德與里昂·布里坦，以及歐點電影院創辦人奧斯卡·德意志有血緣關係。
朗森有一對比他小兩歲的雙胞胎妹妹，時尚設計師夏綠蒂·朗森與歌手兼唱片騎師的薩曼莎·朗森。朗森還有五位同父異母及同母異父的兄弟姊妹。亞歷山大（Alexander）和安娜貝爾（Annabelle）是他母親與米克·瓊斯再婚的小孩，以及亨麗埃塔（Henrietta）、大衛（David）和約書亞（Joshua）是他父親與模特兒米歇爾·弗斯特（Michele First）再婚的小孩。在他雙親分手後，他的母親與外國人合唱團的吉他手米克·瓊斯結婚，這促成了他從小的音樂素養。馬克·朗森是約翰·藍儂與小野洋子之子西恩·藍儂的兒時玩伴。

## 個人生活
朗森大部分的時間都待在倫敦及紐約。他的繼父是外國人合唱團的米克·瓊斯，他從朗森七歲時開始撫養他。
他於2002年開始與昆西·瓊斯的女兒，演員及女歌手拉西達·瓊斯約會。雙方在2003年3月訂婚，朗森設計了一個有「妳願意嫁給我嗎」（Will you marry me）信息的填字遊戲向她求婚。他們的關係在大約一年後結束。
朗森之後在2011年2月與曾出現在〈The Bike Song〉音樂錄影帶中的法國演員及歌手約瑟芬·德·拉·波美訂婚。他們於2011年9月5日在法國南部的普羅旺斯地區艾克斯結婚。這段關係於2018年10月結束。
於2021年6月宣布與演員梅麗·史翠普二女兒，同樣身為演員的葛瑞絲‧古墨結婚。
他於2009年參加了善待動物組織的「請勿穿著任何皮草」（Please Don't Wear Any Fur）活動。他同時也被英國《GQ》評為最時髦男性。
英國藝術家喬·辛普森於2011年畫了一幅朗森的畫像；這幅畫像被陳列在英國各地，其中包括了一場在皇家阿爾伯特音樂廳的個展。
朗森自幼便是的粉絲。

## 音樂作品
錄音室專輯
- 《名人操盤手》（Here Comes the Fuzz，2003年）
- 《譯想天開（英语：Version (album)）》（Version，2007年）
- 《唱片大玩家（英语：Record Collection (album)）》（Record Collection，2010年）
- 《放克特區》（Uptown Special，2015年）

## 獎項

### 葛萊美獎
| 年份   | 入圍作品                    | 獎項             | 結果 |
| ------ | --------------------------- | ---------------- | ---- |
| 2008年 | 本人                        | 年度非古典製作人 | 獲獎 |
| 2008年 | 〈恢復名譽〉與艾美·懷恩豪斯 | 年度製作         | 獲獎 |
| 2008年 | 《黑色會》與艾美·懷恩豪斯   | 最佳流行演唱專輯 | 獲獎 |
| 2008年 | 《黑色會》與艾美·懷恩豪斯   | 年度專輯         | 提名 |
| 2013年 | 〈深陷天堂〉與火星人布魯諾  | 年度製作         | 提名 |

### 全英音樂獎
| 年份   | 入圍作品                         | 獎項           | 結果 |
| ------ | -------------------------------- | -------------- | ---- |
| 2008年 | 本人                             | 最佳英國男歌手 | 獲獎 |
| 2008年 | 〈Valerie〉（艾美·懷恩豪斯合唱） | 最佳單曲       | 提名 |
| 2008年 | 《譯想天開》                     | 最佳專輯       | 提名 |
| 2008年 | 《黑色會》                       | 最佳專輯       | 提名 |

### 其他獎項
- 沃达丰现场音乐奖－2008年最佳現場演唱男歌手得主
- 魅力獎－2008年年度風雲男人獎得主
- MOBO獎2010年最佳影片－Bang Bang Bang (feat. Q-Tip & MNDR)，最佳歌曲－Bang Bang Bang (feat. Q-Tip & MNDR)

## 外部連結
- 官方网站
- 馬克·朗森的X（前Twitter）
- YouTube上的馬克·朗森頻道
- 馬克·朗森的MySpace主頁
- 馬克·朗森在互联网电影资料库（IMDb）上的資料（英文）
- Mark Ronson and Boy George